# Peter Zumbrunn
Peter Zumbrunn (* 1970) ist ein Schweizer Politiker (SVP).

## Politik
Von 2017 bis 2024 war er Gemeinderatspräsident von Brienz, wobei in seine Amtszeit insbesondere der verheerende Murgang nach dem Unwetter vom 12. August 2024 mit viel Niederschlag im Einzugsgebiet des Milibachs fiel. Seit 19. Oktober 2022 ist er Mitglied des Grossen Rates des Kantons Bern. Am 18. Mai 2025 wurde er zum Regierungsstatthalter des Verwaltungskreises Interlaken-Oberhasli gewählt.

## Privates
Er wohnt in Brienz.